# Network 10
Network 10 (allmänt känt som Channel Ten eller bara Ten) är ett av Australiens tre största kommersiella TV-produktionsbolag och driver TV-stationer i Sydney, Melbourne, Brisbane, Adelaide och Perth. Dessutom finns stationer och kanaler runt om i landet som är knutna till Network Ten, vilket gör att de täcker nästan hela landet. 

## Historik
Från 1956, då TV introducerades i Australien, fram till 1965 fanns bara två kommersiella TV-produktionsbolag i Australia, Nine Network, Seven Network och det statliga Australian Broadcasting Corporation. Under tidigt 1960-tal gav dock den federala regeringen möjligheten för en tredje kommersiell TV-station att etablera sig i varje stad.
23 februari 1981 startade kanalen "Good Morning Australia" som första  TV-morgonprogram i Oceanien.